# Setra Group

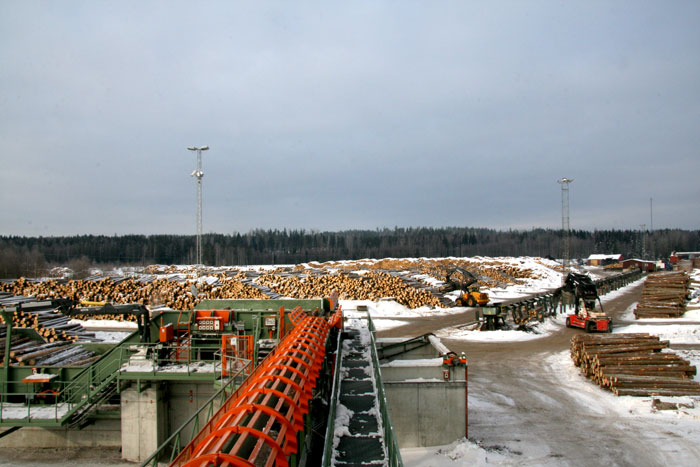
Setra Hasselfors

Setra Group, eller Setra, är ett svenskt träindustriföretag, bildat 2003. Företaget är specialiserat på sågade trävaror av furu och gran för inredning och byggnation och omsätter cirka 4,0 miljarder kronor. Omkring 65 procent av försäljningen utgörs av export till Europa, Nordafrika, Mellanöstern och Asien. Kunderna är främst inom bygg- och träindustri. 
Setra Group har cirka 800 medarbetare på nio anläggningar i Sverige: Färila (Korskrogen), Hasselfors, Heby, Kastet, Långshyttan, Malå, Nyby (Björklinge), Skinnskatteberg och i Skutskär, och tidigare också Rolfs sågverk i Kalix Dessutom har man en anläggning i Storbritannien. I koncernen ingår åtta sågverk och tre förädlingsenheter. Två av sågverken, Malå och tidigare Rolfs, har eller hade integrerad sågning och hyvling.  Egna säljkontor ﬁnns i Storbritannien, Tyskland, Polen, Frankrike, Spanien, Japan och Kina. Efter att under något år ha försökt avyttra verksamheten i Rolfs aviserade företaget i oktober 2018 att anläggningen skulle läggas ner. Ett sextiotal tjänster berördes av nedläggningen, men driften återupptogs i slutet av 2020 av ny ägare.

## Historik
Setra Group bildades augusti 2003 genom ett samgående mellan skogsägarföreningen Mellanskogs och LRFs sågverksbolag Mindab (Mellanskog Industri AB) och Sveaskog sågverksbolag Assi Domän Timber. Syftet var att skapa en drivande kraft i den industriella utvecklingen av modern träindustri. LRF sålde sitt 22-procentiga aktieinnehav till Mellanskog under 2011. Setra ägs till 50 procent av Sveaskog Förvaltnings AB och  49,5 procent av Mellanskog. Övriga aktieägare står för en halv procent.

## Omsättning
Företaget omsätter cirka 4,0 miljarder kronor och är ett av Sveriges största träindustriföretag. Av företagets omsättning kommer cirka 65 procent från export till Europa, Nordafrika, Mellanöstern och Asien.